# Liste der Kulturgüter in Eppenberg-Wöschnau
Die Liste der Kulturgüter in Eppenberg-Wöschnau enthält alle Objekte in der Gemeinde Eppenberg-Wöschnau im Kanton Solothurn, die gemäss der Haager Konvention zum Schutz von Kulturgut bei bewaffneten Konflikten, dem Bundesgesetz vom 20. Juni 2014 über den Schutz der Kulturgüter bei bewaffneten Konflikten sowie der Verordnung vom 29. Oktober 2014 über den Schutz der Kulturgüter bei bewaffneten Konflikten unter Schutz stehen.
Objekte der Kategorien A und B sind vollständig in der Liste enthalten, Objekte der Kategorie C fehlen zurzeit (Stand: 1. Januar 2023).

## Kulturgüter
| Foto |                                                                                   | Objekt                                                  | Kat. | Typ | Standort                       | Beschreibung |
| ---- | --------------------------------------------------------------------------------- | ------------------------------------------------------- | ---- | --- | ------------------------------ | ------------ |
| BW   | Datei hochladen · Wikidata zu Buechholz, eisenzeitliche Höhensiedlung (Q29525162) | Buechholz (eisenzeitliche Höhensiedlung) KGS-Nr.: 04536 | A    | F   | 644301 / 247899                |              |
| ja   | Datei hochladen · Wikidata zu Eppenberg, steinerner Speicher (Q29880729)          | Steinerner Speicher KGS-Nr.: 04537                      | B    | G   | Dorfstrasse 14 644231 / 247376 |              |